# Équipe cycliste Go for Gold Philippines
L'équipe cycliste Go for Gold Philippines est une équipe cycliste philippine, ayant le statut d'équipe continentale.

## Principales victoires

### Championnats nationaux
- Championnats des Philippines sur route : 2
  - Course en ligne : 2023 (Jonel Carcueva)
  - Contre-la-montre : 2023 (Rustom Lim)

## Classements UCI
L'équipe participe aux épreuves des circuits continentaux et en particulier de l'UCI Asia Tour. Les tableaux ci-dessous présentent les classements de l'équipe sur les différents circuits, ainsi que son meilleur coureur au classement individuel.
UCI Asia Tour
| UCI Asia Tour | UCI Asia Tour          | UCI Asia Tour                             | UCI Asia Tour |
| Année         | Classement par équipes | Meilleur coureur au classement individuel |               |
| ------------- | ---------------------- | ----------------------------------------- | ------------- |
| 2022          | 22e                    | Jonel Carcueva (57e)                      |               |
| 2023          | 22e                    | Jonel Carcueva (74e)                      |               |
|               |                        |                                           |               |
| Source : UCI  |                        |                                           |               |

L'équipe est également classée au Classement mondial UCI qui prend en compte toutes les épreuves UCI et concerne toutes les équipes UCI.
| Classement mondial | Classement mondial     | Classement mondial                        | Classement mondial |
| Année              | Classement par équipes | Meilleur coureur au classement individuel |                    |
| ------------------ | ---------------------- | ----------------------------------------- | ------------------ |
| 2022               | 148e                   | Jonel Carcueva (984e)                     |                    |
| 2023               | 140e                   | Jonel Carcueva (1142e)                    |                    |
|                    |                        |                                           |                    |
| Source : UCI       |                        |                                           |                    |

## Go for Gold Philippines en 2022
| Cycliste            | Date de naissance | Nationalité | Équipe 2021                    |  |
| ------------------- | ----------------- | ----------- | ------------------------------ |  |
| Jerry Aquino        | 2 juillet 1992    | Philippines | Go for Gold Philippines        |  |
| Jonel Carcueva      | 23 mai 1995       | Philippines | Go for Gold Philippines        |  |
| Daniel Ven Cariño   | 13 octobre 1998   | Philippines | Go for Gold Philippines        |  |
| Boots Ryan Cayubit  | 7 juin 1991       | Philippines | Go for Gold Philippines (2020) |  |
| Ismael Jr. Grospe   | 7 janvier 1999    | Philippines | Go for Gold Philippines        |  |
| Ronnel Hualda       | 26 juillet 1982   | Philippines | Go for Gold Philippines (2020) |  |
| Rex Luis Krog       | 14 mai 2000       | Philippines | Go for Gold Philippines        |  |
| Marc Ryan Lago      | 13 juillet 2001   | Philippines | Go for Gold Philippines        |  |
| Jericho Lucero      | 21 novembre 1999  | Philippines | Go for Gold Philippines        |  |
| Aidan James Mendoza | 21 juillet 1999   | Philippines | Go for Gold Philippines        |  |
| Elmer Navarro       | 24 octobre 1991   | Philippines | Go for Gold Philippines        |  |
| Dominic Perez       | 1er octobre 1994  | Philippines | Go for Gold Philippines        |  |
| Ronnilan Quita      | 23 janvier 1995   | Philippines | Go for Gold Philippines        |  |